# Myotinae
Sous-famille
Les Myotinae sont une sous-famille de chauves-souris de la famille des Vespertilionidae.

## Liste des genres
Selon ITIS (13 avril 2020) :
- genre Lasionycteris Peters, 1866
- genre Myotis Kaup, 1829

auxquels Mammal Species of the World (version 3, 2005)  (13 avril 2020) ajoute :
- genre Cistugo Thomas, 1912